# 자크 쿠스토
자크이브 쿠스토(프랑스어: Jacques-Yves Cousteau, 프랑스어 발음: [ʒak iv kusto], 1910년 6월 11일~1997년 6월 25일)는 프랑스의 해군장교, 탐험가, 생태학자, 영화제작자, 혁신가, 과학자, 사진가, 작가, 바다에 살고 있는 모든 생물의 종류를 연구한 연구가이다.
아쿠아렁의 공동 개발자이자 해양 보존을 개척했으며 아카데미 프랑세즈의 회원이었다. 또한 〈le Commandant Cousteau〉,〈Captain Cousteau〉로도 알려져 있다. 스쿠버다이빙의 창시자 이자 수중자가호흡장치 (SCUBA)의 개발자이다.

## 젊은 시절
쿠스토는 1910년 6월 11일에 지롱드주의 생앙드레데퀴브자크에서 다니엘과 엘리자베트 쿠스토의 아들로 태어났다. 그는 피에르앙투안 쿠스토라는 형제가 있었다. 쿠스토는 파리에 있는 콜레주 스타니슬라(Collège Stanisla)에서 초등교육을 마쳤다. 1930년에 프랑스의 해군사관학교 에콜 나발(École Navale)에 들어가서 특무장교로 졸업하였다.

## 참고
1. ↑  “Cousteau Society”. 2009년 1월 25일에 원본 문서에서 보존된 문서. 2013년 9월 12일에 확인함.
2. ↑  조경국 (2010년 5월 26일). “바다를 동경하고 미지를 기록하다”. 한겨레. 2010년 7월 11일에 확인함.
3. ↑  양순석 (2010년 5월 25일). “위한 잠수와 첨단과학기기”. 세계일보. 2010년 7월 11일에 확인함.